# Laure Blanc-Féraud
Laure Blanc-Féraud (27 de agosto de 1963) es una matemática aplicada francesa e investigadora en procesamiento de imágenes especializada en imágenes médicas tridimensionales. Es científica seníor del Centro Nacional para la Investigación Científica (CNRS) de Francia, afiliado al Laboratoire d'Informatique, Signaux et Systèmes de la Université Côte d'Azur.

## Educación y carrera
Blanc-Féraud obtuvo una maestría en 1986 en la Universidad París Dauphine y un doctorado en 1989 en la Universidad de Niza Sophia Antipolis, la institución predecesora de la Universidad de la Costa Azul. Obtuvo su habilitación allí en 2000.
Después de trabajar en la industria en el ámbito del sonar entre 1989 y 1990, se convirtió en investigadora del CNRS en 1990.

## Reconocimiento
Blanc-Féraud se convirtió en caballero de la Orden Nacional del Mérito en 2011 y de la Legión de Honor en 2015.
Ganó el Prix Michel-Monpetit de la Academia Francesa de Ciencias en 2013. Fue nombrada titular de la cátedra del Instituto Interdisciplinario de Inteligencia Artificial (3IA) de Francia en 2019.
En 2022, Blanc-Féraud fue nombrado miembro del IEEE "por sus contribuciones a los problemas inversos en el procesamiento de imágenes".